# Flugplatz Fond-des-Blancs

i7
i11
i13
Der Flugplatz Fond-des-Blancs (französisch Aéroport Fond-des-Blancs, Haitianisch-Kreolisch Ayewopò Fondèblan, LID: HT-0008) liegt im Département Sud von Haiti zentral auf der langgestreckten Tiburon-Halbinsel.

## Beschreibung
Der Flugplatz Fond-des-Blancs liegt mit seiner 600 Meter langen Piste nordöstlich der Gemeinde.
Die Piste wird von Chartermaschinen genutzt; Mission Aviation Fellowship nennt Fond-des-Blancs als einen von Port-au-Prince aus bedienten Zielflugplatz.